# Корниенко, Виктор Ульянович
Виктор Ульянович Корниенко (род. 21 декабря 1937 года в городе Таганроге, Ростовская область, РСФСР, СССР) — советский и российский военный и политический деятель, сотрудник Центрального ракетно-артиллерийского конструкторского бюро, начальник отдела Главного ракетно-артиллерийского управления Министерства обороны СССР, полковник, депутат Государственной Думы ФС РФ первого созыва (1993—1995) и второго созыва (1995—1999).

## Биография
В 1959 году получил высшее военно-техническое образование в Тамбовском артиллерийско-техническом училище. В 1970 году прошёл переподготовку в Пензенском высшем артиллерийском инженерном училище. С 1959 по 1965 год служил командиром взвода, начальником цеха, с 1970 по 1976 год работал в Центральном ракетно-артиллерийском конструкторском бюро инженером, старшим инженером отдела, руководителем группы. С 1976 по 1990 год служил в Главном ракетно-артиллерийском управления Министерства обороны СССР. в должности старшего офицера отдела, заместителя начальника отдела, начальника отдела. С 1963 по 1990 год являлся членом КПСС.
В 1993 году избран депутатом Государственной думы Федерального Собрания Российской Федерации первого созыва. В Государственной думе был членом Комитета по промышленности, строительству, транспорту и энергетике, входил во фракцию ЛДПР.
В 1995 году избран депутатом Государственной думы Федерального Собрания Российской Федерации второго созыва. В Государственной думе был членом Комитета по промышленности, строительству, транспорту и энергетике, входил во фракцию ЛДПР.

## Награды
- Орден Почёта (18 апреля 1999 года) — за заслуги перед государством, высокие достижения в производственной деятельности и большой вклад в укрепление дружбы и сотрудничества между народами[6]